# Pomnik Krzysztofa Kolumba w Barcelonie

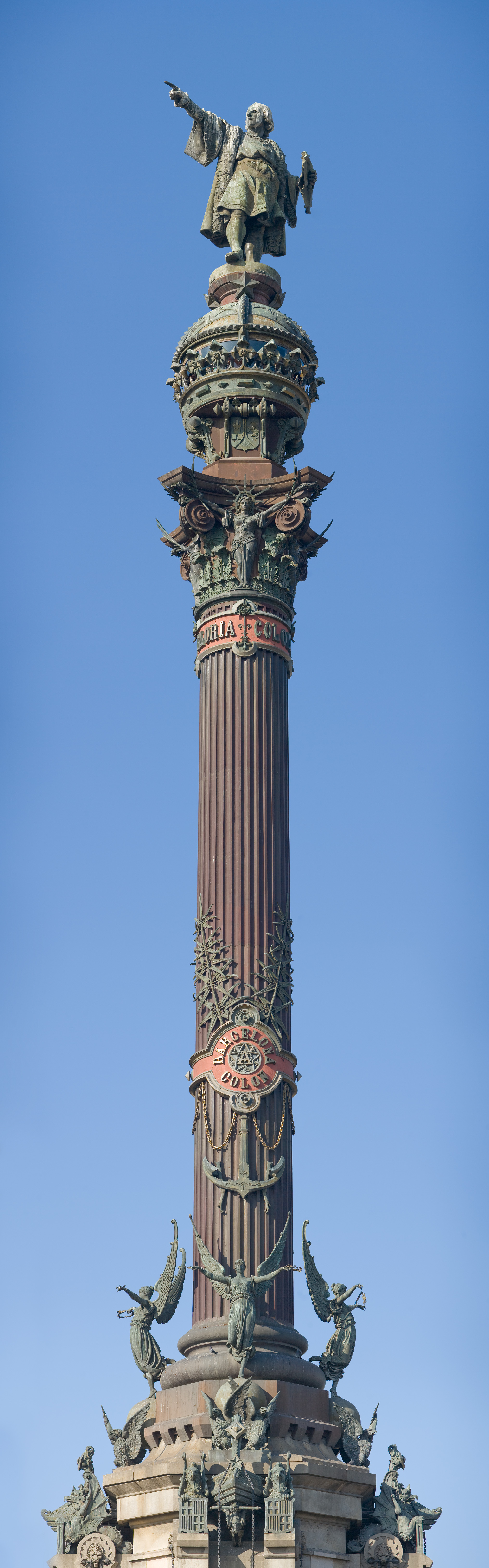
Pomnik

Pomnik Krzysztofa Kolumba w Barcelonie (kat. Monument a Colom, IPA: [munuˈment ə kuˈlom]; hiszp. Monumento a Colón lub Mirador de Colón) – pomnik Krzysztofa Kolumba przy południowym krańcu La Rambla w Barcelonie. Został zbudowany na Wystawę Światową w Barcelonie (1888) na cześć pierwszej podróży Kolumba do obu Ameryk.

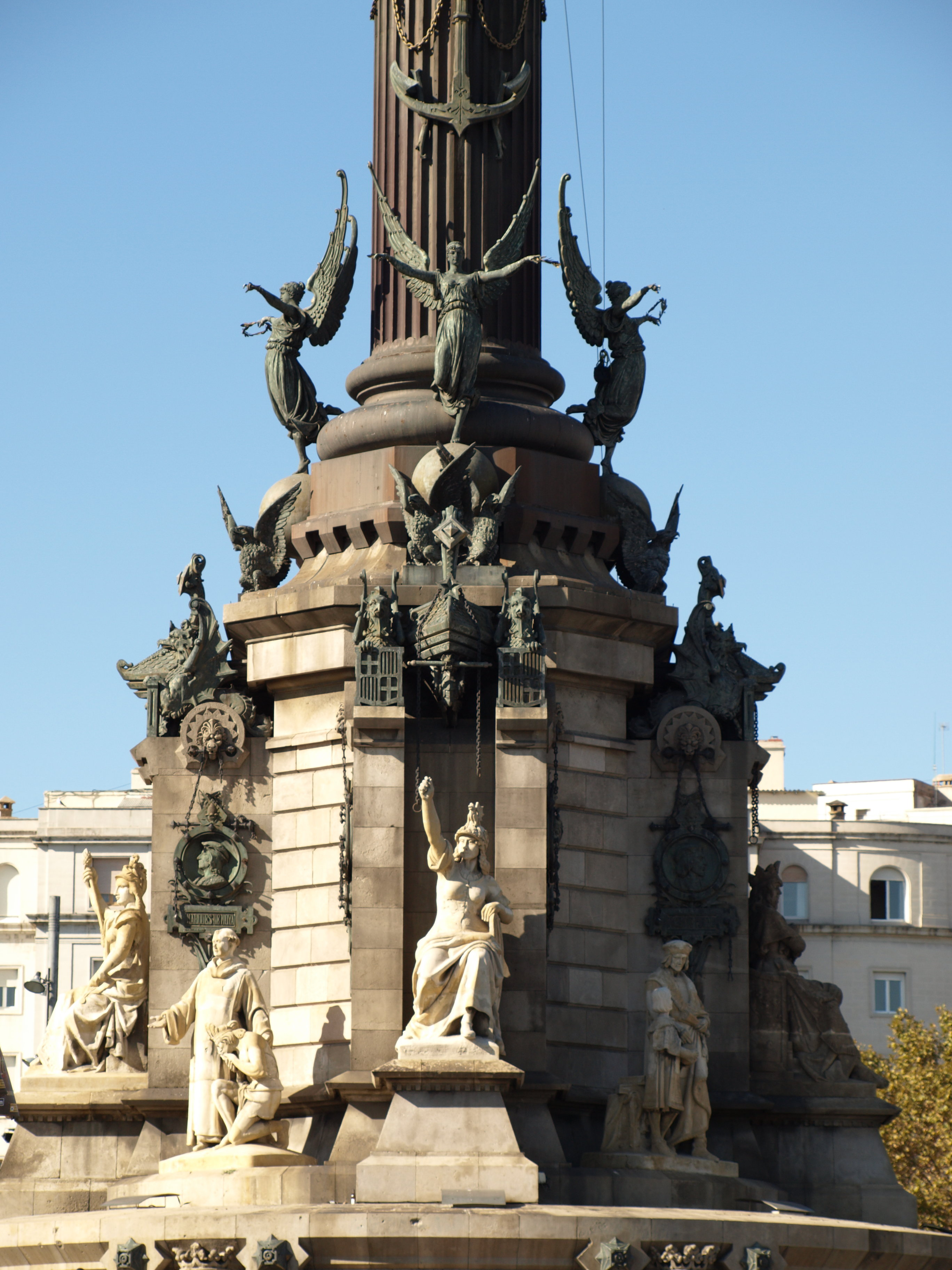
Cokół

## Opis

### Statua i kolumna
Na samym szczycie pomnika stoi posąg z brązu o wysokości 7,2 m (24 stóp). Umieszczono go na szczycie kolumny korynckiej o wysokości 40 m (131 stóp). Posąg został wyrzeźbiony przez Rafaela Atché. Przedstawia Kolumba wskazującego prawą ręką na Nowy Świat, trzymającego zwój w lewej ręce. Statua jest skierowana na południe-południowy wschód (kierunek bardziej południowy niż sąsiednia Rambla Del Mar i prawie idealnie na przedłużenie La Rambla); wskazuje punkt w pobliżu miasta Constantine w Algierii. Aby wskazać Genuę w północnych Włoszech, z której pochodził Kolumb, posąg musiałby być skierowany na wschód-północny wschód i w górę wybrzeża. Bardziej prawdopodobne jest, że posąg został tak ustawiony po to, by Kolumb wskazywał morze, podkreślając swoje doświadczenie w eksploracji morskiej. Posąg znajduje się na szczycie cokołu, na którym wpisane jest słowo „Tierra” (ziemia).

### Cokół
Kolumna, zawieszona na urządzeniu z kotwicą, stoi na ośmiobocznym cokole, z którego nad parami gryfów wzbijają się cztery spiżowe skrzydlate Wiktorie lub Feme lecące na cztery strony świata. Na czterech przyporach na ośmiobocznym cokole znajdują się medaliony portretowe przedstawiające osoby związane z Kolumbem:
1. Martín Alonzo Pinzón
2. Vicente Yáñez Pinzón
3. Ferdynand Aragoński
4. Izabela Kastylijska
5. ojciec Juan Pérez
6. ojciec Antonio de Marchena
7. Andrés de Cabrera, Marqués de Moya
8. Beatriz Fernández de Bobadilla, Marquessa de Moya[1].

Przy przyporach siedzą cztery postacie reprezentujące cztery królestwa Hiszpanii: Księstwo Katalonii oraz królestwa León, Aragonii i Kastylii. Kapitel przedstawia alegorie czterech kontynentów: Europy, Azji, Afryki i Ameryki oddających hołd Kolumbowi. Wszystkie postacie są identyczne.  

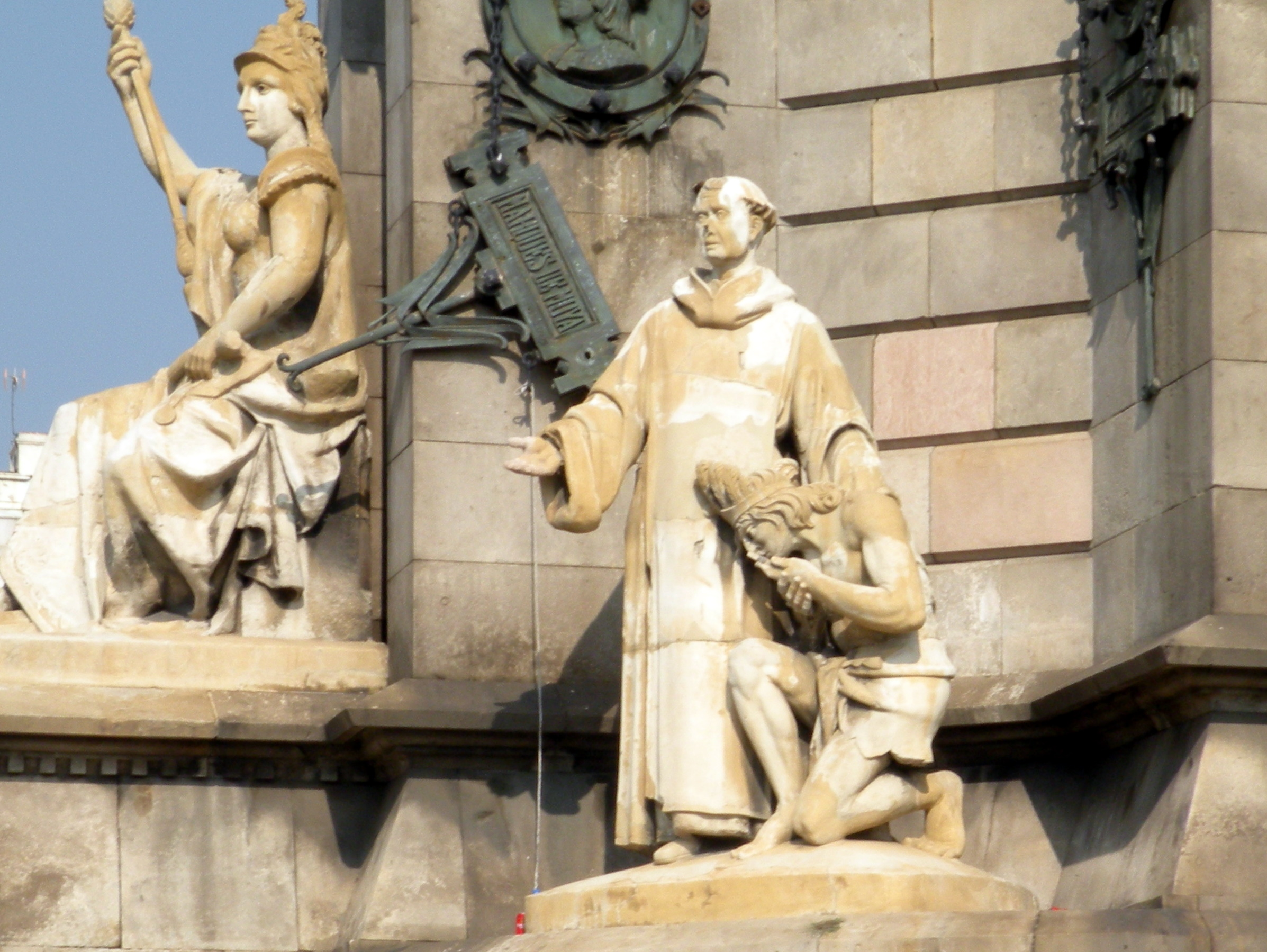
Detale cokołu

U podstawy cokołu między przyporami znajdują się cztery dodatkowe posągi przedstawiające następujące osoby: 
1. Jaume Ferrer, kartograf
2. Luis de Santángel Bessant
3. kapitan Pedro Bertran i de Margarit obok klęczącego rdzennego Amerykanina
4. ojciec Bernat de Boïl nauczający klęczącego rdzennego Amerykanina

Na platformę widokową na szczycie kolumny można się dostać dzięki windzie wewnątrz kolumny.
Ośmiokątny cokół jest wyłożony ośmioma płaskorzeźbami z brązu, które przedstawiają ważne sceny z pierwszej podróży Kolumba do obu Ameryk:
1. Kolumb i jego syn proszą o jedzenie w klasztorze La Rabida
2. Kolumb wyjaśniający swoje plany mnichom z klasztoru La Rabida
3. Kolumb spotyka króla Ferdynanda i królową Izabelę w Kordobie
4. Kolumb na zebraniu rady w klasztorze San Esteban w Salamance
5. Kolumb spotyka króla i królową w Santa Fe
6. Kolumb opuszczający port Palos de la Frontera 3 sierpnia 1492
7. Przybycie Kolumba do Nowego Świata
8. Kolumb wita króla i królową po powrocie do Barcelony[1].

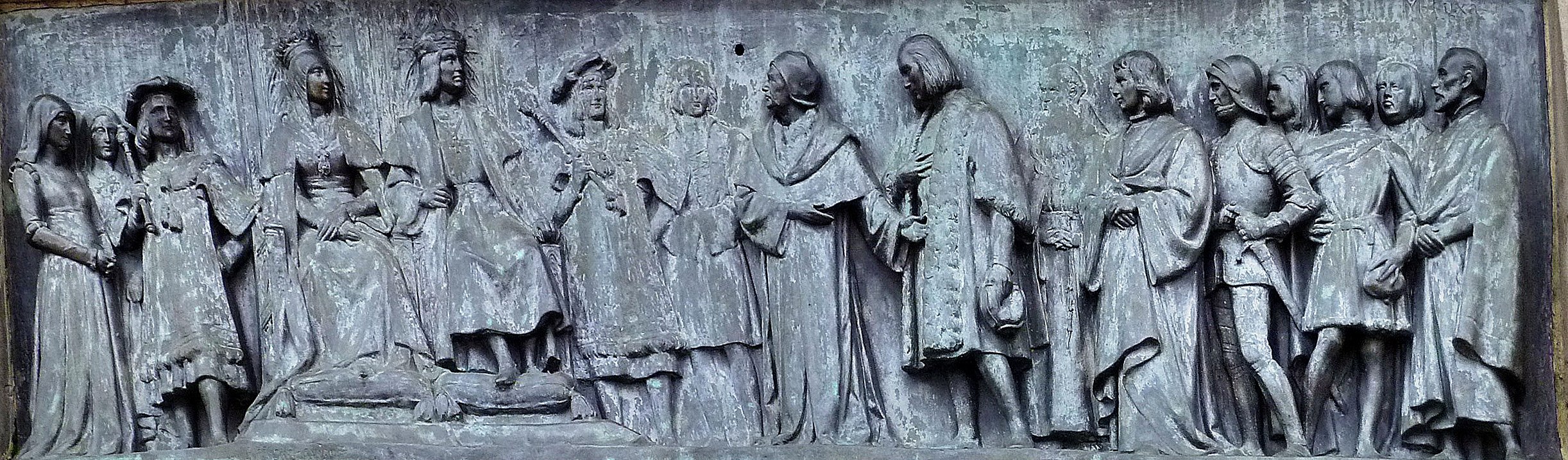
Jedna z płaskorzeźb na cokole

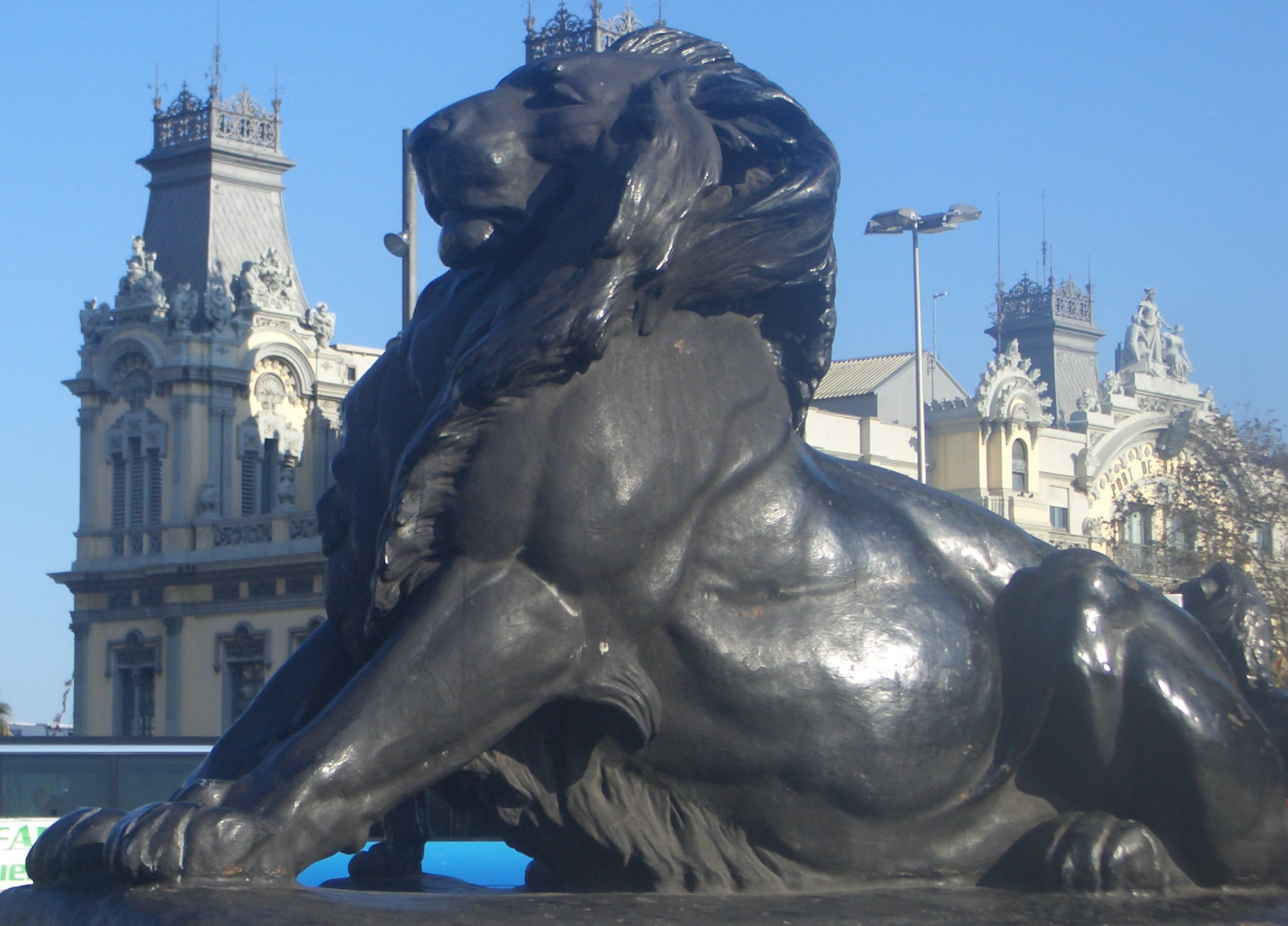
Jeden z lwów u podstawy pomnika

Naprzemiennie z płaskorzeźbami umieszczono osiem herbów reprezentujących miejsca, które odwiedził Kolumb:
1. Huelva
2. Kordoba
3. Salamanca
4. Santa Fe
5. Moguer
6. Portoryko
7. Kuba
8. Barcelona[1].

### Baza
Podstawą pomnika jest okrąg o szerokości 20 m (66 stóp) z czterema klatkami schodowymi. Każda klatka schodowa jest otoczona dwoma lwami.

## Historia
Pomysł na pomnik zaproponował w 1856 Antoni Fages i Ferrera, wielbiciel Kolumba. Chciał, by monument został w całości zbudowany przez Katalończyków. Przez 16 lat nie zrealizowano planu. W 1872 uzyskał poparcie burmistrza miasta Francesca Riusa i Tauleta, a w 1881 miasto podjęło uchwałę o budowie pomnika. W konkursie mogli brać udział wyłącznie hiszpańscy artyści. Zwycięzcą został Katalończyk Gaietà Buigas i Monravà. Większość funduszy pochodziła z prywatnych źródeł, tylko dwanaście procent kosztu pomnika zostało sfinansowanych ze środków publicznych. Całą budowę (robocizna i materiały) wykonali Katalończycy. Budowa trwała w latach 1882–1888. Pomnik odsłonięto z okazji Wystawy Powszechnej w Barcelonie.
Pomnik w Barcelonie jest najwyższym z 64 monumentów Kolumba na świecie.

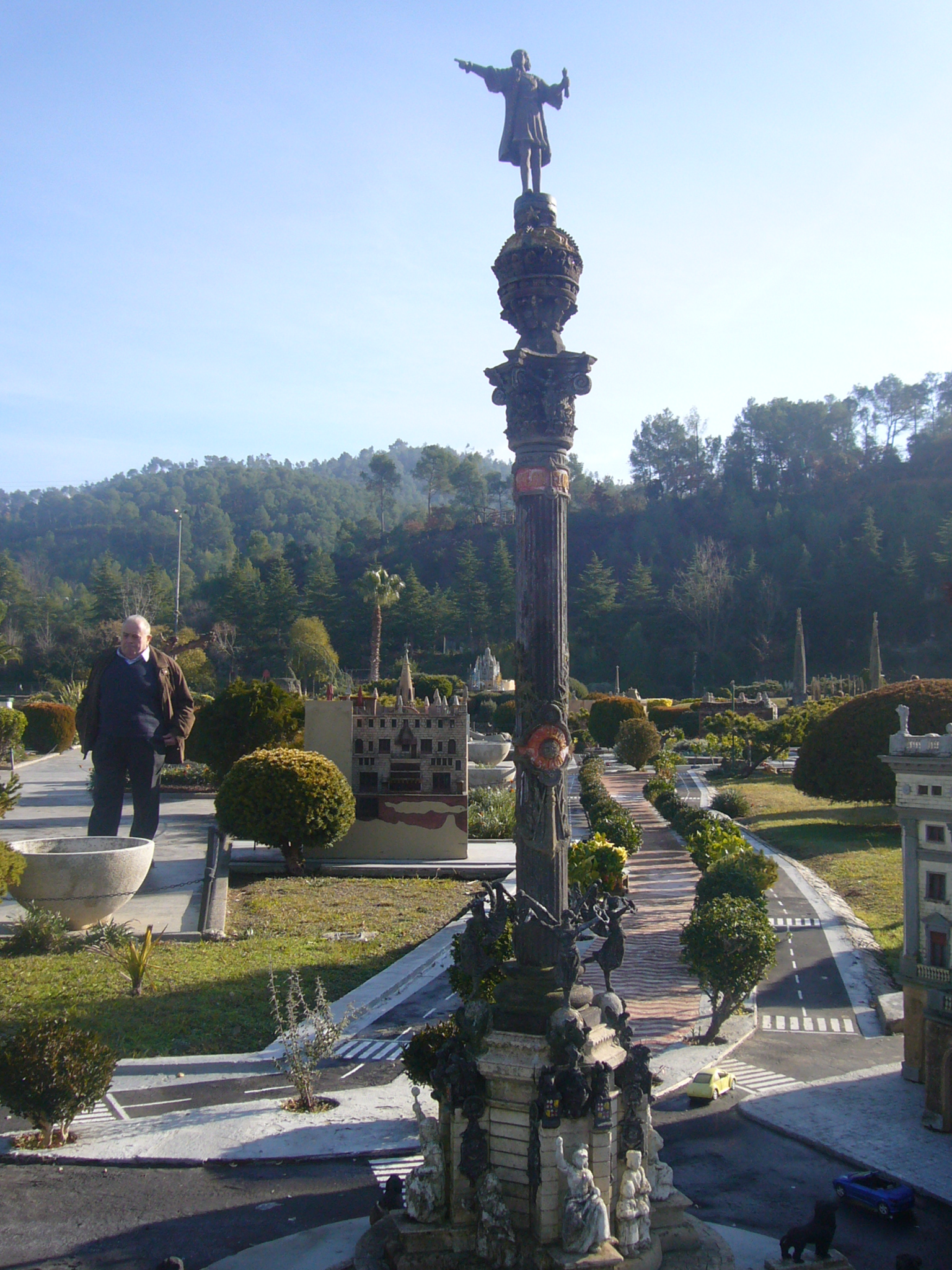
Miniatura pomnika w Torrelles de Llobregat

## Kopie pomnika
Kopie pomnika znajdują się w L'Arboç (tylko posąg), Shima Spanish Village (Shima, Japonia) i Maspalomas. Wersje miniaturowe pomnika umieszczono w parku Catalunya en Miniatura (Torrelles de Llobregat) oraz w parku Mini-Europe (Bruksela).

## Kontrowersje
Prokatalońska partia niepodległościowa Candidatura d'Unitat Popular (CUP) bezskutecznie próbowała usunąć pomnik w 2016, 2018 i 2020. Wezwania do zniszczenia pomnika symbolizującego ludobójstwo rdzennych Amerykanów nasiliły się po protestach przeciwko rasizmowi w Stanach Zjednoczonych po zabiciu Afroamerykanina George'a Floyda.
W czerwcu 2020 po manifestacji przeciwko rasizmowi zorganizowanej przez organizację anarchistyczną El Barri Resisteix doszło do próby podpalenia pomnika. Manifestacja antyfaszystów, feministek oraz antykapitalistów stanowiła odpowiedź na łańcuch ludzi wokół pomnika zwołany przez prawicową partię Vox.
W 2020 wezwano do zburzenia pomnika. Na ulice Barcelony 14 czerwca 2020 wyszło 250 osób, aby pokojowo protestować. Wezwanie do zburzenia monumentu zostało odrzucone przez burmistrzynię miasta Adę Colau.